# Школа № 1770
Школа № 1770 (Московский кадетский музыкальный корпус № 1770) — государственное бюджетное образовательное учреждение Москвы в районе Нагатинский затон на юге города.
Здание построено в 1987 году. Раннее в нём располагалась  Школа № 1169.
В период с 2003 по 2014 образовательное учреждение функционировало как КШ №1770 «Московский кадетский музыкальный корпус». Структурное подразделение Школы №1770 «Московский кадетский музыкальный корпус» в настоящее время организуется на II и III ступенях основного общего образования (с 5-го по 11 класс). Обучение бесплатное.
В 2014 году в результате объединения школ к двум зданиям Кадетского корпуса прибавилась общеобразовательная школа № 1750, обучение в которой осуществляется с 1 по 11 класс. Кроме того, в состав нынешней Школы № 1770 входят 5 детских садов и здание «Ривьера».

## История
- 2003 — основание кадетской школы 1770 (для мальчиков).
- 2010 — открытие второго корпуса кадетской школы 1770 (для девочек).

## Директор школы
Горемыкин Михаил Юрьевич в 2006 году стал абсолютным победителем всероссийского конкурса «Лидер в образовании» в категории общего образования. 2010 — Указом Президента РФ присвоено почетное звание Заслуженный учитель Российской Федерации.

## Награды
- Почётная грамота Московской городской думы (6 марта 2013 года) — за заслуги перед городским сообществом[3].